# 최무룡
최무룡(崔戊龍, 본명: 최한련, 1928년 3월 16일~1999년 11월 11일)은 대한민국의 배우이다. 제13대 국회의원을 지냈다.

## 학력
- 파주 임진공립국민학교 졸업
- 1946년 개성상고 졸업
- 1955년 중앙대학교 법학 학사

## 출연 작품
- 1954년 《탁류》
- 1955년 《죽엄의 상자》
- 1955년 《젊은 그들》 ... 안재영 역
- 1956년 《유전의 애수》
- 1957년 《그 여자의 일생》 ... 임학재 역
- 1957년 《잃어버린 청춘》
- 1957년 《항구의 일야》
- 1957년 《천지유정》
- 1958년 《이국정원》
- 1958년 《길 잃은 사람들》
- 1958년 《그림자 사랑》
- 1958년 《마도의 향불》
- 1958년 《삼등 호텔》
- 1959년 《가는 봄 오는 봄》
- 1959년 《결혼 조건》
- 1959년 《꿈은 사라지고》
- 1959년 《남성 대 여성》
- 1959년 《대원군과 민비》
- 1959년 《독립협회와 청년 이승만》
- 1959년 《백진주》
- 1959년 《별은 창 넘어로》
- 1959년 《별 하나 나 하나》 ... 백영기 역
- 1959년 《비극은 없다》
- 1959년 《비오는 날의 오후 세시》
- 1959년 《사랑 뒤에 오는 사랑》
- 1959년 《살아야 한다》
- 1959년 《여인숙》
- 1959년 《유정무정》
- 1959년 《육체의 길》
- 1959년 《자나 깨나》
- 1959년 《장마루촌의 이발사》
- 1959년 《청춘 일기》
- 1959년 《추억의 목걸이》
- 1959년 《홀로 우는 별》
- 1959년 《사랑은 흘러가도》
- 1960년 《재생》
- 1960년 《카추사》
- 1960년 《그 이름을 잊으리》
- 1960년 《어머니의 힘》
- 1960년 《대지의 어머니》
- 1960년 《젊은 설계도》
- 1960년 《아들의 심판》
- 1960년 《길은 멀어도》
- 1960년 《이별의 종착역》
- 1960년 《울지 않으련다》
- 1960년 《무지개》
- 1960년 《어느 여교사의 수기》
- 1960년 《청춘의 윤리》
- 1960년 《제멋대로》
- 1960년 《푸른 하늘 은하수》
- 1960년 《심야의 부르스》
- 1960년 《폭풍의 언덕》
- 1960년 《슬픔은 강물처럼》
- 1960년 《암흑을 뚫고》
- 1960년 《무화과》
- 1960년 《표류도》
- 1960년 《내 가슴에 그 노래를》
- 1961년 《군도》 ... 검 역
- 1961년 《금단의 문》
- 1961년 《내 몸에 손을 대지 마라》
- 1961년 《내 청춘에 한은 없다》
- 1961년 《밤은 통곡한다》
- 1961년 《별의 고향》
- 1961년 《불효자》
- 1961년 《심야의 고백》
- 1961년 《아버지》
- 1961년 《양산도》 ... 수동 역
- 1961년 《어부들》
- 1961년 《에밀레종》
- 1961년 《원술랑》
- 1961년 《이 순간을 위하여》
- 1961년 《이복 형제》
- 1961년 《임꺽정》
- 1961년 《정부》
- 1961년 《8.15 전야》
- 1961년 《해바라기 가족》
- 1962년 《검은 장갑의 여인》
- 1962년 《구름이 흩어질 때》
- 1962년 《굳세어라 금순아》
- 1962년 《귀향》
- 1962년 《다이얼 112를 돌려라》
- 1962년 《대도전》
- 1962년 《목숨을 걸고》
- 1962년 《불가사리》
- 1962년 《사랑과 죽음의 해협》
- 1962년 《손오공》
- 1962년 《양귀비》
- 1962년 《어딘지 가고 싶어》
- 1962년 《외나무 다리》
- 1962년 《원효대사》
- 1962년 《전쟁과 노인》
- 1962년 《하늘과 땅 사이에》
- 1962년 《한 많은 미아리 고개》
- 1963년 《가야의 집》
- 1963년 《거지 왕자》
- 1963년 《낙동강 칠백리》
- 1963년 《대전발 0시 50분》
- 1963년 《대지의 성좌》
- 1963년 《돌아오지 않는 해병》
- 1963년 《만날 때와 헤어질 때》
- 1963년 《백년한》
- 1963년 《사랑아 별과 같이》
- 1963년 《서울서 제일 쓸쓸한 사나이》
- 1963년 《선술집 처녀》
- 1963년 《쌍검무》
- 1963년 《약혼녀》
- 1963년 《옛날의 금잔디》
- 1963년 《외아들》
- 1963년 《울며 헤어진 부산항》
- 1963년 《지미는 슬프지 않다》
- 1963년 《피리 불던 모녀 고개》
- 1963년 《햇님 왕자와 달님 공주》
- 1964년 《검은 상처의 부루스》
- 1964년 《계동 아씨》
- 1964년 《국경 아닌 국경선》
- 1964년 《기수를 남쪽으로 돌려라》
- 1964년 《내가 설 땅은 어디냐》
- 1964년 《식모》
- 1964년 《아카시아에 비오는 밤》
- 1964년 《이별만은 슬프더라》
- 1964년 《추격자》
- 1964년 《피어린 모정》
- 1964년 《협박자》
- 1965년 《남과 북》 ... 이 대위 역
- 1965년 《마지막 정열》
- 1965년 《선과 악》
- 1965년 《성난 얼굴로 돌아보라》
- 1965년 《섹스폰 부는 처녀》
- 1965년 《오마담》
- 1965년 《의형제》
- 1965년 《잃어버린 세월》
- 1965년 《피와 살》
- 1965년 《후회하지 않겠다》
- 1966년 《훈장은 녹슬지 않는다》
- 1966년 《나운규의 일생》
- 1966년 《밤하늘의 부르스》
- 1966년 《법창을 울린 옥이》
- 1966년 《서울 머슴아》
- 1966년 《잃은 자와 찾은 자》
- 1966년 《한 많은 대동강》
- 1966년 《화촉신방》
- 1967년 《그래도 못잊어》
- 1967년 《기적》
- 1967년 《너와 나》
- 1967년 《연화》
- 1968년 《재혼》
- 1968년 《정 두고 가지마》
- 1968년 《제3지대》
- 1969년 《이대로 떠나게 해주세요》
- 1969년 《제3지대 2》
- 1969년 《주차장》
- 1970년 《관 속의 미인화》
- 1970년 《나는 참을 수 없다》
- 1970년 《내일 없는 왼손잡이》
- 1970년 《내일 있는 우정》
- 1970년 《동경 사자와 명동 호랑이》
- 1970년 《동춘》
- 1970년 《뒷골목 5번지》
- 1970년 《마지막 황태자 영친왕》
- 1970년 《방에 불을 꺼주오》
- 1970년 《3호 탈출》
- 1970년 《속눈썹이 긴 여자》
- 1970년 《순결》
- 1970년 《심야의 방문객》
- 1970년 《아빠와 함께 춤을》
- 1970년 《아빠 품에》
- 1970년 《여인 전장》
- 1970년 《위험한 관계》
- 1970년 《임 그리워》
- 1970년 《타인의 집》
- 1970년 《푸른 침실》
- 1970년 《황금70 홍콩작전》
- 1971년 《현상 붙은 4인의 악녀》
- 1971년 《30년만의 대결》 ... 대규 역
- 1971년 《미스 리》
- 1971년 《그날 밤 생긴 일》
- 1971년 《화녀》
- 1971년 《나를 버리시나이까》
- 1971년 《외로운 산까치》
- 1971년 《열두 여인》
- 1971년 《여창》
- 1971년 《이복 삼형제》
- 1971년 《두 아들》
- 1971년 《어느 여도박사》
- 1971년 《죄 많은 여인》
- 1971년 《간다고 잊을소냐》
- 1971년 《내 아내여》
- 1971년 《오빠》
- 1971년 《인생 유학생》
- 1971년 《빗속에 떠날 사람》
- 1971년 《두 줄기 눈물 속에》
- 1971년 《활극 대사》
- 1971년 《명동에 흐르는 세월》
- 1971년 《어느 부부》
- 1971년 《마패 없는 어사》
- 1971년 《서방님 따라서》
- 1971년 《안개 낀 장충단 공원》
- 1971년 《엄마 안녕》
- 1971년 《5인의 건달들》
- 1971년 《종로 444번지》
- 1971년 《초원의 빛》
- 1972년 《동창생》
- 1972년 《아름다운 팔도강산》
- 1972년 《약한 자여》
- 1972년 《나》
- 1972년 《미워도 안녕》
- 1972년 《결혼반지》
- 1972년 《명동 삼국지》
- 1972년 《어디로 가야하나》
- 1972년 《경복궁의 여인들》
- 1972년 《잘 살아다오 내 딸들아》
- 1972년 《쥐띠 부인》
- 1972년 《인생 우등생》
- 1972년 《판사 부인》
- 1972년 《남과 북의 당신》
- 1972년 《남과 여》
- 1972년 《아낌없이 바치리》
- 1972년 《쥐띠 부인 2》
- 1972년 《팔도 졸업생》
- 1972년 《폭우 속의 도망자》
- 1973년 《나와 나》
- 1973년 《명동을 떠나면서》
- 1973년 《특별수사본부 기생 김소산》
- 1973년 《동반자》
- 1973년 《이모》
- 1973년 《특별수사본부 여대생 이난희 사건》
- 1973년 《잡초》
- 1973년 《고향에 진달래》
- 1973년 《누나》
- 1975년 《작은 별》
- 1975년 《격동》
- 1976년 《보통 여자》
- 1981년 《자유부인》 ... 장태연 역
- 1986년 《자유 부인 2》
- 1987년 《연산군》

## 감독 작품
- 1965년 《피어린 구월산》
- 1966년 《나운규의 일생》
- 1966년 《한 많은 석이 엄마》
- 1967년 《계모》
- 1967년 《서울은 만원이다》
- 1967년 《애수》
- 1967년 《연화》
- 1968년 《북한》
- 1968년 《정 두고 가지마》
- 1968년 《제3지대》
- 1969년 《상처》
- 1969년 《어느 하늘 아래서》
- 1969년 《제3지대 2》
- 1970년 《지하여자대학》
- 1983년 《이 한몸 돌이 되어》
- 1987년 《덫》

## 역대 선거 결과
| 실시년도 | 선거   | 대수 | 직책     | 선거구      | 정당         | 득표수   | 득표율          | 순위 | 당락 | 비고 |
| -------- | ------ | ---- | -------- | ----------- | ------------ | -------- | --------------- | ---- | ---- | ---- |
| 1988년   | 총선   | 13대 | 국회의원 | 경기 파주군 | 신민주공화당 | 34,219표 | \| \| 41.80% \| | 1위  |      | 초선 |
|          | 41.80% |      |          |             |              |          |                 |      |      |      |

## 소속 정당
| 소속 정당 | 소속 정당    | 소속 기간 | 비고                |
| --------- | ------------ | --------- | ------------------- |
|           | 신민주공화당 | 1988~1990 | 정계 입문           |
|           | 민주자유당   | 1990~1992 | 합당                |
|           | 무소속       | 1992~1999 | 탈당 정계 은퇴 사망 |

## 같이 보기
- 파주군 (1988년 선거구)
- 파주군의 국회의원

## 수상
- 1963년 제1회 청룡영화상 특별상
- 1964년 제2회 청룡영화상 남우조연상
- 1965년 제3회 청룡영화상 남우주연상
- 1971년 제7회 백상예술대상 영화부문 남자최우수연기상
- 1971년 제10회 대종상영화제 남우조연상
- 1971년 제8회 청룡영화상 남우주연상
- 1972년 제9회 청룡영화상 인기남우상
- 1973년 제9회 백상예술대상 영화부문 인기상
- 1973년 제10회 청룡영화상 인기남우상
- 1974년 제10회 백상예술대상 영화부문 인기상
- 1976년 제22회 아시아영화제 남우주연상[1] 《보통 여자》
- 1999년 제36회 대종상영화제 영화발전공로상
- 1999년 보관문화훈장
- 2000년 제4회 부천국제판타스틱영화제 특별공로상

## 최무룡을 연기한 배우들
- 정재곤 - 야인시대 (2003년 SBS 드라마)

## 가족 관계
- 배우자 : 강효실 (1932년 2월 10일 ~ 1996년 11월 2일) - 1954년 결혼, 1962년 이혼
  - 아들 : 최민수 (1962년 3월 27일 ~ )
  - 슬하 : 최민수, 최정우, 최현숙, 최예숙, 최진경
    - 며느리 : 강주은 (1971년 4월 15일 ~ )
      - 첫째 손자 : 최유성 (1996년 ~ )
      - 둘째 손자 : 최유진 (2001년 ~ )
- 배우자 : 김지미 (1940년 7월 15일 ~ ) - 1963년 결혼, 1969년 이혼
  - 딸 : 최영숙 (1968년 ~ )
    - 사위 : 손정호 (1964년 ~ )